# NGC 5187
NGC 5187 é uma galáxia espiral (Sb) localizada na direcção da constelação de Canes Venatici. Possui uma declinação de +31° 07' 48" e uma ascensão recta de 13 horas, 29 minutos e 48,2 segundos.
A galáxia NGC 5187 foi descoberta em 20 de Março de 1787 por William Herschel.